# 家原春郷
家原 春郷（いえはら の はるさと、生没年不詳）は、平安時代前期の貴族。姓は宿禰のち朝臣。陰陽頭・家原郷好の近親か。官位は従五位下・主税頭。

## 経歴
清和朝の貞観14年（872年）正六位上・主税助の官位にあったが、主税頭・家原氏主、主計頭・家原縄雄、暦博士・家原郷好ら一族とともに宿禰姓から朝臣姓に改姓した。
のち、外従五位下に昇叙されるとともに氏主の後任として主税頭に昇任され、陽成朝初頭の元慶元年（877年）内位の従五位下に叙せられた。

## 官歴
『日本三代実録』による。
- 時期不詳：正六位上。主税助
- 貞観14年（872年） 8月13日：宿禰から朝臣に改姓
- 時期不詳：外従五位下。主税頭
- 元慶元年（877年） 11月21日：従五位下（内位）